# Cidaria
Cidaria es un género de polilla de la familia Geometridae. El género fue descrito por primera vez por Georg Friedrich Treitschke en 1825 con distribución mundial. 

## Especies
Cidaria incluye a las siguientes especies:
- Cidaria antauges Prout, 1938
- Cidaria basharica Bang-Haas, 1927
- Cidaria deletaria Hampson, 1902
- Cidaria distinctata Staudinger, 1892
- Cidaria fulvata (Forster, 1771) – barred yellow
- Cidaria luteata Choi, 1997
- Cidaria nugata Felder, 1875
- Cidaria ochracearia Leech, 1897
- Cidaria ochreata Staudinger, 1895